# Nang Keo Phimpha
Nang Keo Phimpha (en lao: ນາງແກ້ວພິມພາ) (1343-1438), un epíteto que significa literalmente  “La cruel”, fue reina reinante de Lan Xang en 1438, tomando el nombre regnal de Samdach Brhat-Anya Sadu Chao Nying Kaeva Bhima Fa Mahadevi(en lao: ສົມເດັຈ ພຣະຍາ ສາທຸເຈົ້າຍິງ ແກ້ວພິມພາມະຫາເທວີ). También se la conoce por su título Maha Devi, y las variantes ortográficas incluyen Maha Thevi. Puede haber sido la única soberana reinante del reino de Lan Xang. Según algunas crónicas, ocupó brevemente el trono durante unos meses, antes de ser depuesta y asesinada a los noventa y cinco años de edad. Su breve reinado fue la culminación de un período de diez años de regicidio, que orquestó a través de una serie de reyes títere.
La verdadera identidad de la Maha Devi es objeto de controversia tanto en las crónicas de épocas posteriores como entre los estudiosos actuales. Se la ha descrito como la hija mayor, hermana menor,, esposa principal, o madrastra de Samsenethai. De las pocas pistas sólidas sobre su identidad, su título de Maha Devi o "Gran Diosa" estaba reservado únicamente a la reina mayor de un monarca gobernante. Estudiosos como Martin Stuart-Fox y Amphay Dore señalan que tanto su edad en el momento de la ejecución como su título de Maha Devi indican que su verdadera identidad era Keo Lot Fa la reina consorte de Fa Ngum del reino de Ayutthaya que habría asumido el título de Maha Devi tras la muerte de la reina Keo Kang Nya en 1368, poco antes de que Fa Ngum fuera depuesto en 1371. Aunque su identidad sigue siendo un misterio, el consenso entre las crónicas reales sigue siendo que fue la gobernante de facto durante una brutal disputa sucesoria entre facciones de la corte desde la muerte de Lan Kham Deng hasta la ascensión de Chakkaphat Phaen Phaeo.

## Facciones de la corte y sucesión
Comenzando con la prematura muerte de Lan Kham Deng, el periodo de 1428 a 1438 en Lan Xang estuvo marcado por una prolongada crisis sucesoria creada por facciones rivales de la corte. Las crónicas de la corte discrepan sobre la secuencia exacta de los acontecimientos, o incluso los reinados exactos de los reyes. Fue durante este período de confusión, supuestamente orquestado por la Maha Devi, que presenció la muerte de siete monarcas sucesivos:
- Phommathat (1428-1429) asesinado después de 10 meses
- Yukhon (1429-1430) asesinado después de 8 meses
- Khon Kham (1430-1432) asesinado después de 18 meses
- Kham Tam Sa (1432) asesinado después de 5 meses
- Lusai (1432-1433) asesinado después de 6 meses
- Khai Bua Ban (1433-1436) asesinado después de 3 años
- Kham Keut (1436-1438) posiblemente envenenado [3] después de 2 años

No está claro exactamente cuántas facciones existían en la corte durante este período. Una facción incluía a la antigua nobleza de Muang Sua que se había opuesto a Fa Ngum cuando éste consolidó su dominio en 1354 y fundó el reino de Lan Xang mediante la conquista militar. Otra facción incluía a los lao y jemer que apoyaron a Fa Ngum durante sus conquistas y posteriormente ascendieron a puestos administrativos clave dentro del reino. Otra facción incluía a personas influyentes de Ayutthaya y Lanna, reinos rivales que podían beneficiarse de la debilidad política de Lan Xang.

## Biografía
Le Boulanger en su Histoire du Laos Français identificó a la Maha Devi como la hija mayor del rey Samsenethai. El historiador laosiano Sila Viravong creía que era la hermana menor de Samesenthai. Michel Oger argumentó que era la esposa principal de Samsenthai, madre de su hijo y sucesor Lan Kham Deng.  Amphay Dore y Martin Stuart-Fox han argumentado que en realidad era la reina de Fa Ngum, Keo Lot Fa, hija de Ramathibodi I. Cada uno basó su identificación en diferentes versiones y análisis de las crónicas laosianas de períodos posteriores.
Cada teoría plausible sobre la identidad de Maha Devi plantea cuestiones adicionales sobre la disputa entre facciones en la corte. Le Boulanger y Manich Jumsai identifican a Maha Devi como Nang Keo Phimpha, hija de la reina Bua Then Fa, cuyo padre podría haber sido Chao Fa Kham Hiao, el tío al que Fa Ngum depuso cuando conquistó Muang Sua. De ser así, Maha Devi habría sido una descendiente directa de la antigua nobleza de Muang Sua.  Sila Viravong la identificó como Keo Ketkesy, la hermana de Samsenthai, hija de la reina jemer de Fa Ngum, Keo Kang Ya, que había sido dada en matrimonio por Jayavarman Paramesvara. Si era Keo Ketkesy, probablemente habría liderado la facción jemer en la corte. La teoría propuesta por Amphay Dore y Martin Stuart-Fox afirma que Maha Devi era en realidad Keo Lot Fa la  reina de Ayutthayaprometida a Fa Ngum por el Imperio jemer prometida a Fa Ngum por Ramathibodi I. La teoría sugiere que Keo Lot Fa habría llegado a la corte demasiado tarde para casarse con Fa Ngum, o que era su viuda, e implica que Samsenthai pudo haberse casado en su lugar para mantener un equilibrio político. Si Samsenthai se casó con su propia madrastra, es posible que la reina Keo Lot Fa y la reina Keo Yot Fa fueran en realidad la misma persona. Una alternativa propuesta por Martin Stuart-Fox es que la reina Keo Lot Fa formara un vínculo con la princesa ayutthaya Keo Yot Fa, y ambas fueran simplemente confundidas por los cronistas debido a la similitud de sus nombres e intenciones políticas.  Las diversas teorías tienen consecuencias importantes para describir la política de la disputa sucesoria que siguió a cada uno de los llamados reyes «malogrados», y todo el período desde la destitución de Fa Ngum hasta la ascensión de Chakkaphat Phaen Phaeo.
Independientemente de su identidad, tanto los historiadores como las crónicas coinciden en que, más tarde, la reina se casó con un político mucho más joven, a quien, como poder detrás del trono, pudo elevar a la categoría de Sen Luang o Ministro Principal de la corte.  Juntos, el ministro principal y Maha Devi habrían sido capaces de manipular a las diversas facciones de la corte mediante la intimidación y el regicidio. Se desconoce hasta qué punto el ministro principal o la Maha Devi fueron responsables individualmente de cada una de las muertes de los malogrados reyes, pero las crónicas implican claramente a la Maha Devi como la principal fuerza política de la mayoría, si no de todos, los asesinatos posteriores.
Desde Phommathat hasta Kham Keut, siete reyes fueron víctimas de asesinato. En algunas crónicas se señala que tras la muerte de Kham Keut la propia Maha Devi subió al trono y reinó durante unos meses. Sin embargo, la corte real cansada de los abusos de la reina, ordenó su captura junto con el ministro principal Xieng Lo.  Los dos fueron llevados a un lugar llamado Pha Dieo en la orilla de un río frente al palacio de Xieng Thong, fueron atados juntos y abandonados a los elementos como ofrenda a los nagas en 1438.
Con la muerte de la Maha Devi y la negativa a ocupar el trono del único descendiente de sangre real, el príncipe Vang Buri, la aristocracia de la corte dictaminó que un consejo de Estado presidido por dos prelados Phra Maha Satthathiko y Phra Maha Samudhakhote, asistidos por cuatro miembros de las fuerzas armadas, que gobernaron durante tres años.. En 1441 el príncipe Vang Buri, durante muchos años gobernador de Vientián, aceptó la oferta de los prelados y se convirtió en el nuevo rey de Lan Xang con el nombre real de Chakkaphat Phaen Phaeo.